# Лундт, Эмма
Эмма Линнеа Лундт (швед. Emma Linnea Lundh; род. 26 июня 1989, Сольна, Стокгольм) — шведская футболистка, нападающая шведского женского клуба «Броммапойкарна» и женской сборной Швеции. До своего перехода в английский «Ливерпуль» в 2016 году, Лундт успела поиграть за целый ряд шведских клубов, а также норвежский «Квиннер».

## Клубная карьера
Начиная свою футбольную карьеру в юношеских командах «Викшьё», Лундт дебютировала в Дамаллсвенскане в возрасте 16 лет и в течение недолгого времени сменила несколько клубов. Она играла за «Хаммарбю» в 2006 году, «Юргорден» в 2007 году и АИК в 2008 году. В этот период своей карьеры Лундт не была профессиональной футболисткой и работала воспитательницей в детском саду. Лундт по окончании сезона 2012 года покинула клуб Дамаллсвенскана «Линчёпинг», вернувшись в АИК, с которым она подписала однолетний контракт. Она покинула АИК за три с половиной года до возвращения, отправившись на правах аренды в «Тюресо».
В январе 2016 года Лундт перешла в английский «Ливерпуль» из норвежского клуба «Квиннер», где провела вторую часть сезона 2015 года.
Лундт покинула «Ливерпуль», проведя в нём десять месяцев из двух лет, предусмотренных контрактом, вернувшись в Швецию, перейдя в клуб Дамаллсвенскана «Виттшё». В феврале 2017 года у неё был диагностирован рассеянный склероз, после того как она несколько лет страдала от усталости. Лундт продолжила свою футбольную карьеру и в августе 2019 года согласилась перейти в «Броммапойкарну», которая участвовала в борьбе за выживание в Элитэттан. Она подписала с этим клубом новый контракт на сезон 2020 года, когда её хорошая форма помогла «Броммапойкарне» сохранить своё место в дивизионе.

## Карьера в сборной
Лундт представляла различные молодёжные сборные Швеции и дебютировала за главную национальную команду в матче против Франции, состоявшемся в Амьене 8 февраля 2014 года. Она забила свой первый гол за сборную Швеции в ворота Северной Ирландии в отборочном матче чемпионата мира среди женщин 2015 года, прошедшем на стадионе Шемрок Парк в Портадауне в апреле 2014 года.
В мае 2015 года тренер сборной Швеции Пиа Сундхаге включила Лундт в состав команды на чемпионат мира по футболу среди женщин 2015, проходивший в Канаде.